# 綏陽県 (満洲国)
綏陽県（すいよう-けん）は、中華人民共和国黒竜江省にかつて存在した県。

## 地理
綏陽県は現在の黒竜江省東寧市北部に相当する。

## 歴史
綏陽県は清末は綏芬庁講礼社の、中華民国初期は東寧県第六区の管轄であった。
満洲国が成立すると東寧県第四区の管轄とされた。1938年、東寧県公署は小綏芬河北岸に弁事処を設置するに当り、小綏芬河の北岸に位置したことより綏陽弁事処が設置された。1939年6月1日、東寧県北部及び穆棱県細鱗河地区に新たに綏陽県を新設、県公署が綏陽街に設置され牡丹江省の管轄とされた。満洲国崩壊後は綏寧省の管轄とされたが、まもなく牡丹江省に移管された。
1948年10月4日、松江省は綏陽県の廃止を決定、東寧県に編入された。

### 設置
1939年6月、東寧県及び穆棱県の一部に綏陽県が設置される。

### 廃止
1948年10月、東寧県に編入される。
| 前の行政区画 東寧県 穆棱県 | 黒竜江省の歴史的地名 1939年 - 1948年 | 次の行政区画 東寧県 |